# Gwary chełmińsko-dobrzyńskie
Gwary chełmińsko-dobrzyńskie – ściśle związane ze sobą gwary dialektu wielkopolskiego używane na ziemi chełmińskiej i dobrzyńskiej. W systemach wyróżniających dialekt chełmińsko-kociewsko-warmiński uznawane są za jego część. Gwary chełmińsko-dobrzyńskie mają wiele cech wspólnych z gwarą 
kujawską, jednakże z powodu administracyjnej przynależności terenu do Mazowsza gwary te ulegały naturalnym wpływom dialektu mazowieckiego.

## Historia
Według Kazimierza Nitscha gwary Chełmińskie są najstarszym polskim dialektem na Pomorzu. Podobnego zdania była Halina Turska która określiła gwary Chełmińskie „prastarym dialektem polskim”. Gwary chełmińskie powstały w wyniku osadnictwa z obszaru Wielkopolski i Kujaw na tereny zamieszkane przez Prusów.
W wyniku testamentu Krzywoustego, Ziemia michałowska i Kujawy zostały przyłączone do Mazowsza co wzmonciło wpłów Mazowsza na kształt gwar; jednakże sprówadzenie Krzyżaków, zakończyło okres wpływów mazowsza, i odrębniło gwary od macierzystych Kujaw.
W 1772 r. ziemia chełmińska i dobrzyńska znalazła się pod zaborem pruski, co także miało duży wpływ na gwarę, szczególnie na słownictwo w którym występuje duża ilość germanizmów. W 1815 r. ziemia Dobrzyńska znalazła się pod zaborem rosyjskim, co wpłyneło na dobrzyńskie słównictwo, do dziś można znaleść tam rusycyzmy; jednakże zemia chełmicka wciąż pozostawała pod władzą pruską, co podzieliło region na dwie strefy wplywów

## Cechy gwar

### Fonologia
- brak mazurzenia (czyli redukcji spółgłosek dziąsłowych spółgłosek dziąsłowych ⟨sz⟩, ⟨cz⟩, ⟨ż⟩, ⟨dż⟩ do spółgłosek ziębowych ⟨s⟩, ⟨c⟩, ⟨z⟩, ⟨dz⟩, np. zaba – żaba)
- samogłoski pochylone á, é, ó przeszły odpowiednio w o, i/y, u
- samogłoska ę (e nosowe) często wymawiana jako ã (a nosowe)
- samogłoska ą (o nosowe) w wygłosie (niekiedy też w śródgłosie) wymawiana jako u, niekiedy całkowity zanik nosowości i zrównanie z o
- przejście grup oN w uN i eN w iN/yN np. powim – powiem, ziymniaki – ziemniaki
- mieszanie i z y
- przejście -ar- w -er- np. rozposterła – rozpostarła
- asynchroniczna wymowa spółgłosek wargowych miękkich
- stwardnienie m' (miękkiego m)
- twarda wymowa grup kie i gie: mlekem (mlekiem)
- labializacja początkowego o np.  łojciec, czasami też początkowego u np. łupiekła – upiekła
- przejście -ił /-ył na -uł, np. buł – był.
- przejście -ej na -i/-y lub ij/yj, np. późnij – później, pszennyj – pszennej, najwiencyj – najwięcej, wiency – więcej,
- dysymilacja kt, np. nicht – nikt
- ominęcie ł między samogłoskami lub w grupie spółgłoskowej, np. koo – koło, do mócenia – do młócenia
- występowanie j przed i, np. jiś – jiść, swojich – swoich

### Morfologia i składnia
- Końcówka -m w czasownikach czasu przeszłego w pierwszej osobie liczby mnogiej, np. mielim – „mieliśmy"; w czasie terazniejszym i pszyszłym chodzima – „chodzimy” róbma – „róbmy” albo szczególnie na ziemi dobrzyńskiej silnie ulegającej wpływom Mazowsza końcówka -m, np. będziem – „będziemy” możym – „możemy"; końcówką -ta pochodzącą w 2. osobie liczby mnogiej czasowników np. boita sie – „boicie się”, mata = „macie"
- dwa jako jedyna forma dwa np. dwa żony – dwie żony
- końcówka -em w miejscowniku liczby pojedynczej przymiotników i zaimków przymiotnych, np. w niemieckiem – w niemieckim
- długie e w końcówce dla przymiotników, zaimków, i liczebników w dopełniaczu rodzaju męskiego i nijakiego przekształciło się w  -ygo/-igo, np. zielónygo – zielonego
- -ów dla rzeczowników w dopełniaczu niezależnie od rodzaju gramatycznego, np. drzewów – drzew.
- zgrubienia typu: michy, babsko

### Słownictwo
Typowe słownictwa występujące w gwarach to: bania – dynia, bujawisko – trzęsawisko, gapy – wrony, graberki – grabki, guły – indyczki, kirzanka – masielnica, kośnik – kosiarz, kurzejki – grzyby kurki etc.
W gwarach chełmińsko-dobrzyńskich, można znaleść dużą ilość germanizów np.
- futer – „pokarm dla zwierząt” od niemieckiego Futter
- frysztyk – „śniadanie” od niemieckiego Frühstück
- kuch – „placek, ciasto” od niemieckiego Kuchen
- szlips – „krawat” od niemieckiego Schlips
- rum – „miejsce, przestrzeń” od niemieckiego Raum

## Linki
Fragmenty mowy
- Tekst gwarowy — Czumsk Mały
- Tekst gwarowy — Kucborek